# Brian Kilrea Coach of the Year Award

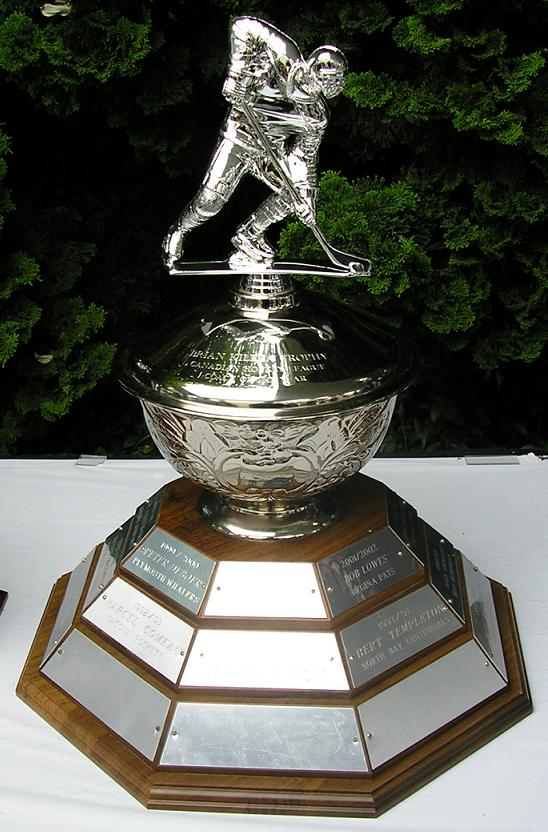
Trofej Briana Kilrey

Brian Kilrea Coach of the Year Award je každoročně udělované hokejové ocenění nejlepšímu trenérovi působícím v některé z lig, které zastřešuje Canadian Hockey League. Trofej byla původně nazývána CHL Coach of the Year, ale byla přejmenována v roce 1993 na počest Briana Kilrey, poté co jako trenér vyhrál 1000. zápas ve své trenérské kariéře. 

## Držitelé Brian Kilrea Coach of the Year Award
| Sezóna  | Trenér             | Tým                         | Liga  |
| ------- | ------------------ | --------------------------- | ----- |
| 2016/17 | Ryan McGill        | Owen Sound Attack           | OHL   |
| 2015/16 | Gilles Bouchard    | Rouyn-Noranda Huskies       | QMJHL |
| 2014/15 | Sheldon Keefe      | Sault Ste. Marie Greyhounds | OHL   |
| 2013/14 | Éric Veilleux      | Baie-Comeau Drakkar         | QMJHL |
| 2012/13 | Dominique Ducharme | Halifax Mooseheads          | QMJHL |
| 2011/12 | Jim Hiller         | Tri-City Americans          | WHL   |
| 2010/11 | Gerard Gallant     | Saint John Sea Dogs         | QMJHL |
| 2009/10 | Gerard Gallant     | Saint John Sea Dogs         | QMJHL |
| 2008/09 | Bob Boughner       | Windsor Spitfires           | OHL   |
| 2007/08 | Bob Boughner       | Windsor Spitfires           | OHL   |
| 2006/07 | Clément Jodoin     | Lewiston Maineiacs          | QMJHL |
| 2005/06 | Willie Desjardins  | Medicine Hat Tigers         | WHL   |
| 2004/05 | Cory Clouston      | Kootenay Ice                | WHL   |
| 2003/04 | Dale Hunter        | London Knights              | OHL   |
| 2002/03 | Marc Habscheid     | Kelowna Rockets             | WHL   |
| 2001/02 | Bob Lowes          | Regina Pats                 | WHL   |
| 2000/01 | Brent Sutter       | Red Deer Rebels             | WHL   |
| 1999/00 | Peter DeBoer       | Plymouth Whalers            | OHL   |
| 1998/99 | Guy Chouinard      | Québec Remparts             | QMJHL |
| 1997/98 | Dean Clark         | Calgary Hitmen              | WHL   |
| 1996/97 | Brian Kilrea       | Ottawa 67’s                 | OHL   |
| 1995/96 | Bob Lowes          | Brandon Wheat Kings         | WHL   |
| 1994/95 | Craig Hartsburg    | Guelph Storm                | OHL   |
| 1993/94 | Bert Templeton     | North Bay Centennials       | OHL   |
| 1992/93 | Marcel Comeau      | Tacoma Rockets              | WHL   |
| 1991/92 | Bryan Maxwell      | Spokane Chiefs              | WHL   |
| 1990/91 | Joe Canale         | Chicoutimi Saguenéens       | QMJHL |
| 1989/90 | Ken Hitchcock      | Kamloops Blazers            | WHL   |
| 1988/89 | Joe McDonnell      | Kitchener Rangers           | OHL   |
| 1987/88 | Alain Vigneault    | Hull Olympiques             | QMJHL |